# 운수리 (시인)

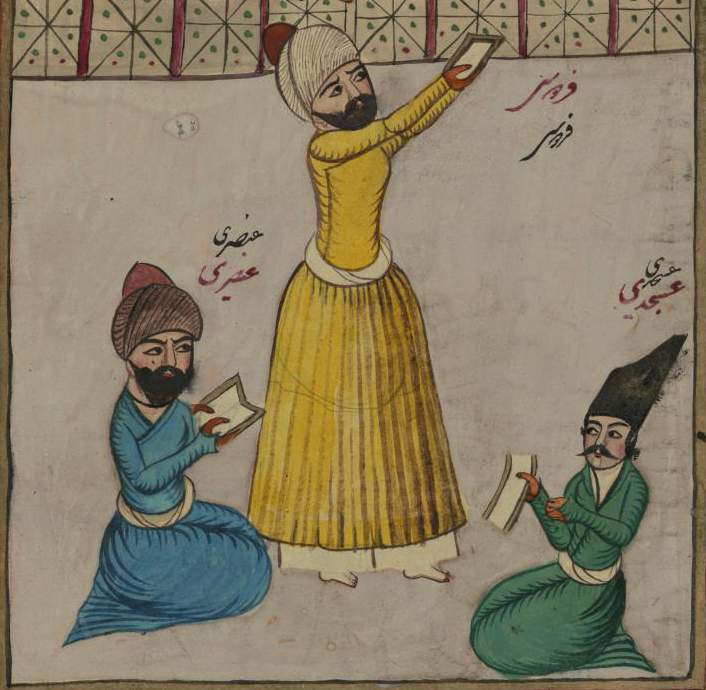

운수리(페르시아어: عنصری بلخی)는 중세 페르시아 송시(頌詩) 시인이다.
발크 출생으로 가즈니 왕조 술탄 마흐무드를 섬긴 계관(桂冠)시인이다. 같은 조정하에 있던 많은 시인 가운데서 가장 이름이 높다. 술탄의 원정에 동행하여 그 승리를 찬미한 시가 많으며 400명의 노예를 거느린 호화판 생활을 하였다. 그의 작풍은 기교에 넘치며 유려(流麗)하다. 로맨스 <와미크와 무즈라>의 작시자로서도 알려져 있다.